# Tonie Marshall
Tonie Marshall (Neuilly-sur-Seine, 29 de novembre de 1951 - 12 de març de 2020) va ser una directora de cinema, guionista, productor i actriu francoestatunidenca, i l'única directora que ha guanyat un Premi César de l'Acadèmia de cinema francesa.
Filla del també cineasta i productor nord-americà William Marshall i de l'actriu francesa Micheline Presle, va donar els seus primers passos com a intèrpret el 1972 a "L'Événement le plus important depuis que l'homme a marché sur la Lune" (traduïda com a No et pots fiar ni de la cigonya) de Jacques Demy.
El 1990 es va situar darrere de la càmera per dirigir "Pentimento", el primer d'una desena de films entre els quals destaca "Vénus beauté (institut)" (Venus, saló de bellesa), amb Nathalie Baye i Audrey Tautou, amb el qual va guanyar en 2000 diversos César, entre ells el de millor directora i millor pel·lícula.
En la seva última pel·lícula, "Numéro Une", estrenada el 2017, tractava la temàtica dels problemes de les dones per assolir els llocs importants en la societat, un assumpte que vertebra tota la seva filmografia.

## Filmografia com a realitzadora i guionista
- 1989 : Pentimento
- 1994 : Pas très catholique
- 1994 : 3000 scénarios contre un virus: curtmetratge Avant... mais après
- 1996 : Enfants de salaud
- 1998 : Vénus Beauté (Institut)
- 2000 : Tontaine et Tonton
- 2002 : Au plus près du paradis
- 2003 : France Boutique
- 2005 : Les Falbalas de Jean-Paul Gaultier (documental)
- 2005 : Vénus et Apollon episodi Soin conjugal (serie TV)
- 2008 : Passe-passe
- 2009 : X Femmes: curtmetratge Le Beau sexe
- 2014 : Tu veux ou tu veux pas
- 2017 : Numéro une